# توم هووكر
توم هووكر (بالإنجليزية: Tom Hooker)‏ هو مغني ومصور وملحن وممثل أمريكي، ولد في 18 نوفمبر 1957 في غرينيتش في الولايات المتحدة.

## وصلات خارجية
- الموقع الرسمي
- توم هووكر على موقع IMDb (الإنجليزية)
- توم هووكر على موقع ميوزك برينز (الإنجليزية)
- توم هووكر على موقع ديسكوغز (الإنجليزية)
- توم هووكر على موقع قاعدة بيانات الفيلم (الإنجليزية)